# Денёв, Катрин
Катри́н Денёв (фр. Catherine Deneuve [katʁin dəˈnœv]), урождённая Катри́н Фабье́н Дорлеа́к, (фр. Catherine Fabienne Dorléac; род. 22 октября 1943[…], XVII округ Парижа, Франция) — французская актриса и певица.

## Биография

### Семья
Катрин родилась в Париже в семье актёров, она средняя из трёх дочерей актёров Мориса Дорлеака (Теньяка) (Georges Maurice Edmond Dorléac — 26.03.1901 — 04.12.1979) и Рене Жанны Симоно (урождённая Денёв; 10.09.1911 — 11.07.2021). Её сёстры — старшая Франсуаза (1942─1967) и младшая Сильвия (род. 1946). Фамилию матери стала использовать в самом начале карьеры, чтобы её не путали с более известной в тот момент старшей сестрой Франсуазой Дорлеак.
У Рене Симоно есть также дочь Даниэль (род. 1936) от актёра Эме Клариона. Морис работал на дубляже иностранных фильмов для «Парамаунта», Рене вела весь дом, но работу в театре не оставила. Семья Дорлеак, будучи вполне буржуазной, не имела ничего общего с богемой. По словам Катрин Денёв, родители «играли в театре, а театр — это дисциплина. Кроме того, это такая профессия, которой занимаются вечерами, что позволяло нам в течение дня вести нормальную жизнь». Выросшие в актёрской семье, все сёстры так или иначе связали свою жизнь с театром и кино.
Замужем была только один раз (с 1965 по 1972) — за фотографом Дэвидом Бейли (род. 1938). У Денёв двое детей от фактических браков: сын Кристиан Вадим (род. 1963, от режиссёра Роже Вадима) и дочь Кьяра Мастроянни (род. 1972, от актёра Марчелло Мастроянни), а также пятеро внуков.
В ночь на 6 ноября 2019 года 76-летняя Денёв в тяжёлом состоянии была госпитализирована в одну из клиник Парижа. Позже выяснилось, что у актрисы был ишемический инсульт. Родственники актрисы сообщили, что двигательные функции у неё не были нарушены.

### Карьера
Катрин Денёв приобрела статус звезды после каннского триумфа музыкального фильма «Шербурские зонтики» (1964). В следующем году исполнила главную роль в психологическом триллере Романа Полански «Отвращение» — первом англоязычном фильме знаменитого польско-французского режиссёра.
После гибели в 1967 году сестры, киноактрисы Франсуазы Дорлеак, Катрин Денёв вновь привлекла к себе внимание публики и прессы, в том числе и как участница кинодуэта в фильме «Девушки из Рошфора», в котором они сыграли сестёр Дельфину и Соланж Гарнье.
В последующие годы укрепила репутацию ведущей французской актрисы, работая с такими режиссёрами, как Луис Бунюэль («Тристана», 1970) и Франсуа Трюффо («Последнее метро», 1980). Одной из её самых смелых работ была главная роль в фильме Бунюэля «Дневная красавица» (1967). Большая часть сцен была снята в борделе. Фильм был очень откровенным, но это не стало сенсацией для французского кино, где уже существовали сцены с присутствием обнажённых женщин.
Несмотря на неоднократные приглашения в Голливуд, Денёв осталась известной аудитории в Штатах преимущественно как героиня роликов, рекламирующих парфюмерную продукцию, и одна из вампирш из культового фильма «Голод» (1983).
Успех сопутствовал актрисе и в последующие годы. Критики особенно благосклонно восприняли её роль в драме «Индокитай» (1992), который удостоился премии «Оскар» за лучший иностранный фильм. В 2002 году весьма лестные отзывы получила картина Франсуа Озона «Восемь женщин», а за два года до этого «Золотая пальмовая ветвь» была присуждена другому фильму с участием Денёв — «Танцующей в темноте» Ларса фон Триера. В 2016 году получила престижную французскую премию «Люмьер» за «заметный вклад в развитие мирового кино».
Вокальные данные актрисы можно оценить в фильме «Я вас люблю» (1980), где она вместе с Сержем Генсбуром исполняет его песню «Dieu est un fumeur de Havanes…». В 1981 году выпустила сольный альбом «Souviens-toi de m’oublier».
В 2004 году актриса приезжала в Москву на презентацию книги Андрея Плахова о ней самой.
В сентябре 2009 года Катрин Денёв приезжала во Владивосток для участия в седьмом международном кинофестивале стран АТР «Меридианы Тихого». В 2010 году в качестве гостьи фестиваля «Литература и кино» посетила Гатчину.
В январе 2018 года Катрин Денёв вошла в число авторов публичного письма в газету Le Monde с критикой движения #MeToo. Письмо было подписано более чем сотней француженок и вызвало значительные споры во Франции и за её пределами.
В 2020 году Катрин снималась в драме «После меня», и прямо на съемках под Парижем у актрисы случился инсульт. Съемки пришлось отложить сначала по этой причине, а затем из-за локдауна COVID во Франции.
Летом 2021 года на Каннском кинофестивале состоялась премьера картины, где Денёв встретили бурными аплодисментами.
В 2022 году актрисе вручили почетного «Золотого льва» за вклад в кинематограф на 79-м Венецианском кинофестивале.

## Избранная фильмография
- 1963 — Порок и добродетель / Le vice et la vertu — Жюстина
- 1964 — Шербурские зонтики / Les Parapluies de Cherbourg — Женевьев Эмери
- 1964 — Охота на мужчину / La Chasse à l’homme — Дениз
- 1965 — Любовная карусель / Das Liebeskarussell
- 1965 — Отвращение / Répulsion — Кэрол Леду
- 1966 — Жизнь богачей / La Vie de château
- 1966 — Создания / Les créatures — Милен
- 1967 — Дневная красавица / Belle De Jour — Северина Серизи / «Дневная красавица»
- 1967 — Девушки из Рошфора / Les Demoiselles de Rochefort — Дельфин Гарнье
- 1968 — Майерлинг / Mayerling — Мария Вечера
- 1968 — Капитуляция / La chamade — Люсиль
- 1968 — Манон-70 / Manon-70
- 1968 — Бенжамен, или Дневник девственника / Benjamin — Анн
- 1969 — Сирена с «Миссисипи» / La Sirène du Mississipi — Жюли Руссэ / Марион Вергано (Бердамо)
- 1970 — Тристана / Tristana — Тристана
- 1970 — Ослиная шкура / Peau d’ane
- 1971 — Это случается только с другими / Ça n’arrive qu’aux autres — Катрин
- 1972 — Полицейский / Un flic — Кэти
- 1972 — Лиза / La Cagna — Лиза
- 1973 — Слегка беременный / L'événement le plus important depuis que l’homme a marché sur la lune
- 1974 — Дела приличных людей / Fatti di gente perbene
- 1974 — Не тронь белую женщину / Touche pas à la femme blanche — Мари-Элен
- 1974 — Женщина в красных сапогах / La femme aux bottes rouges
- 1975 — Дикарь / Le Sauvage — Нелли
- 1975 — Грязное дело[англ.]
- 1975 — Акт агрессии / L' Agression
- 1977 — Потерянная душа / Anima persa — София
- 1977 — Легионеры / March or Die — мадам Пикар
- 1978 — Чужие деньги / L' Argent Des Autres — Сесиль Ранье
- 1979 — За нас двоих / À nous deux — Франсуаза
- 1980 — Я вас люблю / Je vous aime — Алиса
- 1980 — Последнее метро / Le Dernier Metro — Марион Штайнер
- 1981 — Выбор оружия / Le Choix des armes — Николь
- 1982 — Шок / Le Choc — Клэр
- 1983 — Африканец / L’Africain  —  Шарлотта
- 1983 — Голод / The Hunger — Мириам Блэйлок
- 1984 — Форт Саган / Fort Saganne — Луиза
- 1984 — Слова и музыка / Paroles et musique — Марго
- 1984 — Такова моя воля / Le Bon Plaisir
- 1986 — Место преступления / Le lieu du crime — Лили
- 1987 — Сентиментальный агент / Agent trouble — Аманда Вебер
- 1988 — Странное место для встречи / Drôle d’endroit pour une rencontre
- 1991 — Белая королева / La Reine blanche
- 1992 — Индокитай / Indochine — Элиана
- 1994 — Партия в шахматы / La partie d’echecs
- 1996 — Воры / Les Voleurs
- 1997 — История преступления / Généalogies d’un crime
- 1998 — Вандомская площадь / Place Vendôme — Марианна Маливер
- 1999 — Восток-Запад / Est — Ouest — Габриэль Девеле
- 1999 — Любимая тёща / Belle Maman — Леа
- 1999 — Обретённое время / Le Temps retrouvé — Одетта де Креси
- 1999 — Ветер в ночи / Le vent de la nuit
- 1999 — Пола Икс / Pola X — Мари
- 2000 — Танцующая в темноте / Dancer in the Dark — Кэти (Квальда)
- 2001 — Мушкетер / The Musketeer ─ Королева Анна Австрийская
- 2001 — Распутницы / Absolument fabuleux
- 2002 — 8 женщин / 8 femmes — Габи, жена Марселя
- 2002 — Рядом с Раем / Au plus pres du paradis
- 2003 — Разговорный фильм / Um Filme Falado
- 2003 — Опасные связи / Liaisons dangereuses, Les (mini) — маркиза Изабель де Мертей
- 2004 — Повернуть время вспять / Temps qui changent, Les — Сесиль
- 2004 — Короли и королева / Rois et reine — госпожа Вассет
- 2004 — Принцесса Мария / Princesse Marie
- 2005 — Королевский дворец! / Palais royal!
- 2006 — Братство камня / Concile de pierre, Le — Сибил Вебер
- 2006 — Герой семьи / Heros de la famille, Le
- 2006 — Части тела — приглашённая звезда
- 2007 — После него / Après lui
- 2007 — Завтрак с незнакомцем / Frühstück mit einer Unbekannten
- 2008 — Рождественская сказка / Un conte de Noël — Жюнона
- 2008 — Я хочу посмотреть / Je veux voir (завершающий этап создания)
- 2008 — Мои звёзды прекрасны / Mes stars et moi
- 2009 — Однажды в Версале / Bancs publics (Versailles rive droite) — клиентка в отделе шкафов
- 2009 — Матери и дочери / Mères et filles
- 2010 — Отчаянная домохозяйка / Potiche — Сюзанн Пюжоль
- 2010 — Человек, который хотел оставаться собой / L’homme qui voulait vivre sa vie — Анни
- 2011 — Возлюбленные / Les bien-aimés — Мадлен
- 2011 — Глаза его матери / Les yeux de sa mère
- 2012 — Астерикс и Обеликс в Британии / Astérix et Obélix: Au service de Sa Majesté — королева Англии
- 2012 — Линии Веллингтона / Linhas de Wellington
- 2012 — Пираты Эгейского моря / O Theos agapaei to haviari - императрица Екатерина II
- 2013 — За сигаретами /  Elle s’en va — Бетти
- 2014 — Женщина во дворе / Dans la cour — Матильда
- 2014 — Мужчина, которого слишком сильно любили / L’homme qu’on aimait trop — Рене Ле Ру
- 2015 — Новейший завет / Le Tout Nouveau Testament — Мартина
- 2015 — Молодая кровь / La Tête haute — судья Флоренс Блак
- 2017 — Я и ты / Sage Femme — Беатрикс Соболевски
- 2017 —Любовь-морковь / Belle à croquer — Ангел
- 2017 — Всё разделяет нас / Tous nous sépare — Луиза Келлер
- 2018 — Сорняки / Mauvaises herbes — Моника
- 2019 — С днём рождения / Fête de famille — Андре
- 2019 — Правда / La verite — Катрин
- 2020 — Сокровища джунглей / Terrible jungle — Шанталь де Беллабр
- 2021 — После меня /  De son vivant — Кристаль Болтански
- 2022 — Italian Best Shorts 7: Быть женщиной / Femminile Singolare
- 2023 — Бернадетт / Bernadette — Бернадетт Ширак

### Дубляж мультфильмов
- 1957 — Снежная королева — Снежная королева[15]

## Награды
- Орден княгини Ольги III степени (4 сентября 2023 года, Украина) — за весомый личный вклад в укрепление межгосударственного сотрудничества, поддержку государственного суверенитета и территориальной целостности Украины, популяризацию Украинского государства в мире[16]